# سانتا کروز د لا سروس
سانتا کروز د لا سروس (به اسپانیایی: Santa Cruz de la Serós) یک دهستان در اسپانیا است که در استان اوئسکا واقع شده‌است. سانتا کروز د لا سروس ۲۷ کیلومتر مربع مساحت و ۱۴۰ نفر جمعیت دارد و ۷۸۸ متر بالاتر از سطح دریا واقع شده‌است.